# تيد مان (كاتب)
تيد مان هو كاتب سيناريو ومنتج تلفزيوني كندي، (و. القرن 20  م).

## وصلات خارجية
- تيد مان على موقع IMDb (الإنجليزية)
- تيد مان على موقع ألو سيني (الفرنسية)
- تيد مان على موقع أول موفي (الإنجليزية)
- تيد مان على موقع قاعدة بيانات الأفلام السويدية (السويدية)
- تيد مان على موقع قاعدة بيانات الفيلم (الإنجليزية)
- تيد مان على موقع كينوبويسك (الروسية)